# ギブスの不等式
ギブスの不等式（ぎぶすのふとうしき、英: Gibbs' inequality）とは、情報理論における離散確率分布のエントロピーに関する式である。確率分布のエントロピーに関しては、ギブスの不等式を出発点としていくつかの式が考案されており、ファーノの不等式などがある。
この不等式は19世紀にウィラード・ギブスが最初に提示した。

## 定義
ある確率分布 P を次のように表す。
{\displaystyle P=\{p_{1},\ldots ,p_{n}\}}
別の確率分布 Q を次のように表す。
{\displaystyle Q=\{q_{1},\ldots ,q_{n}\}}
このとき、次の不等式が成り立つ。
{\displaystyle -\sum _{i=1}^{n}p_{i}\log _{2}p_{i}\leq -\sum _{i=1}^{n}p_{i}\log _{2}q_{i}}
ただし、これは全ての i について次の等式が成り立つときだけ等式として成り立つ。
{\displaystyle p_{i}=q_{i}\,}
2つの量の差は、カルバック・ライブラー情報量（相対エントロピー）の符号を反転させたものと等しい。したがって、この不等式は次のようにも表せる。
{\displaystyle D_{\mathrm {KL} }(P\|Q)\geq 0}

## 証明
対数の性質から、次が成り立つ。
{\displaystyle \log _{2}a={\frac {\ln a}{\ln 2}}}
従って、自然対数 (ln) について証明できれば十分である。自然対数には次の性質がある。
{\displaystyle \ln x\leq x-1}
これは、全ての x について成り立つ（x=1 のときだけ等号）。
pi がゼロでない全ての {\displaystyle i} の集合を {\displaystyle I} とする。すると、
{\displaystyle {\begin{aligned}-\sum _{i\in I}p_{i}\ln {\frac {q_{i}}{p_{i}}}&{}\geq -\sum _{i\in I}p_{i}\left({\frac {q_{i}}{p_{i}}}-1\right)\\&{}=-\sum _{i\in I}q_{i}+\sum _{i\in I}p_{i}\\&{}=-\sum _{i\in I}q_{i}+1\\&{}\geq 0\end{aligned}}}
となるので、次が成り立つ。
{\displaystyle -\sum _{i\in I}p_{i}\ln q_{i}\geq -\sum _{i\in I}p_{i}\ln p_{i}}
両辺に 0 を加えても大小関係は変わらないから、0 であるような pi も含めることができて、
{\displaystyle -\sum _{i=1}^{n}p_{i}\ln q_{i}\geq -\sum _{i=1}^{n}p_{i}\ln p_{i}}
等式として成り立つには、次の条件が成立しなければならない。
1. 全ての {\displaystyle i\in I} について {\displaystyle {\frac {q_{i}}{p_{i}}}=1} であれば、{\displaystyle \ln {\frac {q_{i}}{p_{i}}}=1-{\frac {q_{i}}{p_{i}}}} が成り立つ。
2. {\displaystyle \sum _{i\in I}q_{i}=1} であれば、証明の3行目から4行目の部分で等号が成り立つ。

これらが成り立つのは、i = 1, ..., n について以下が成立しているときのみである。
{\displaystyle p_{i}=q_{i}}

## 他の証明手法
イェンセンの不等式を使って証明することもできる。

## 系
{\displaystyle P} のエントロピーは次の式で上限が与えられる。
{\displaystyle H(p_{1},\ldots ,p_{n})\leq \log n}
証明は簡単で、全ての i について {\displaystyle q_{i}=1/n} とすればよい。